# Freddie Hart
Freddie Hart (* 21. Dezember 1926 in Loackapoka, Alabama als Fred Segrest; † 27. Oktober 2018 in Burbank, Kalifornien) war ein US-amerikanischer Countrysänger. In den 1970er Jahren hatte Hart eine Reihe von Nummer-eins-Hits in den USA.

## Leben

### Kindheit und Jugend
Geboren als eins von fünfzehn Kindern armer Eltern, hatte Freddie Hart eine schwierige Kindheit. Schon sein Geburtsdatum ist umstritten. Einigen Quellen nach soll er 1928, anderen 1926 oder 1933 geboren worden sein. Seine Familie war sehr musikalisch und Hart hörte oft der Grand Ole Opry zu. Mit fünf erlernte er Gitarre zu spielen. Doch schon zwei Jahre später rannte er von zu Hause weg, konnte aber wieder zurückgebracht werden. Seine Eltern brachten ihn daher mit zwölf Jahren in ein Erziehungsprogramm der Regierung. Schon mit 14 schaffte er es dann, in das Marines Corps aufgenommen zu werden. Während des Zweiten Weltkrieges kämpfte er unter anderem in Guam und Iwojima.

### Anfänge
Nach seiner Entlassung aus den Marines kehrte er nach Hause zurück, wo er den Entschluss fasste, sich als Country-Musiker zu versuchen. Durch das Land ziehend trat er als Sänger auf. In Nashville, Tennessee traf er den damals bekanntesten und erfolgreichsten Country-Sänger überhaupt, Hank Williams, der ihm beibrachte, Songs zu schreiben. Kurz danach zog er nach Phoenix, Arizona, wo er auf den Ölfeldern arbeitete. Als Lefty Frizzell für ein Konzert in die Stadt kam, spielten Hart und sein Freund Wayne Raney ihm vor. Frizzell lud die beiden ein, ihn auf seiner Tournee zu begleiten. Frizzell und Hart wurden schnell Freunde und wechselten 1953 nach Kalifornien, wo er seinen Künstlernamen „Freddie Hart“ annahm. Im selben Jahr spielte er für die Capitol Records mithilfe von Cliffie Stone erste Platten ein.

### Karriere
Als Songwriter konnte Hart erste Erfolge verzeichnen, so nahm Carl Smith seinen Titel Loose Talk auf, der zu einem Nummer-eins-Hit wurde. Über Ken Nelson erhielt er einen Vertrag bei Columbia Records. Gleichzeitig begann Hart Auftritte in der Town Hall Party zu bestreiten. Während einer Session im Jahre 1956 nahm er ebenfalls einige Rockabilly-Titel wie Dig Boy Dig mit Merle Travis an der Gitarre auf. Ein Erfolg als Sänger wollte sich jedoch nicht einstellen. Lediglich kleine Charterfolge in den hinteren Plätzen der Billboard Charts waren ihm gegönnt. Er wechselte mehrmals das Plattenlabel, nahm so unter anderem für Kapp, MCA und Monument auf. Kleinere Hits waren unter anderem The Wall, Chain Gang und The Key’s in the Mailbox.
1971 konnte er mit Easy Loving aus dem gleichnamigen Album dann endlich den Durchbruch schaffen. Es dauerte erst eine Weile, aber als ein DJ die Single immer wieder spielte, platzierte sich der Song auf Position eins. Er wurde von der Country Music Association zweimal hintereinander zum Song of the Year gewählt. In der folgenden Zeit stand Hart immer wieder mit Country-Balladen in den Charts. Er war einer der erfolgreichsten Country-Sänger der 1970er Jahre und hatte bis in das nächste Jahrzehnt hinein, trotz Wechsel zum Sunbird Label, Erfolge. Seine letzte Platzierung hatte er 1987 (Platz 77). Trotzdem trat Hart weiterhin auf, wechselte zum Gospel und veröffentlichte einige Alben.
Er wurde 2001 in die Alabama Music Hall of Fame und 2005 in die America’s Old Time Country Music Hall of Fame aufgenommen.

## Diskografie

### Alben
| Jahr | Titel Musiklabel Katalog-Nr.                           | Höchstplatzierung, Gesamtwochen, AuszeichnungChartplatzierungen (Jahr, Titel, Musiklabel Katalog-Nr., Platzierungen, Wochen, Auszeichnungen, Anmerkungen) | Höchstplatzierung, Gesamtwochen, AuszeichnungChartplatzierungen (Jahr, Titel, Musiklabel Katalog-Nr., Platzierungen, Wochen, Auszeichnungen, Anmerkungen) | Anmerkungen                               |
| Jahr | Titel Musiklabel Katalog-Nr.                           | US | Country | Anmerkungen                               |
| ---- | ------------------------------------------------------ | --- | --- | ----------------------------------------- |
| 1966 | The Hart of Country Music Kapp KL-1456                 | — | Country19 (1 Wo.)Country |                                           |
| 1968 | Togetherness Kapp KS-3546                              | — | Country32 (14 Wo.)Country |                                           |
| 1968 | Born a Fool Kapp KS-3568                               | — | Country35 (6 Wo.)Country |                                           |
| 1969 | Freddie Hart’s Greatest Hits Kapp KS-3592              | — | Country9 (26 Wo.)Country | Höchstplatzierung in US-Country erst 1975 |
| 1970 | California Grapevine Capitol ST-593                    | — | Country23 (9 Wo.)Country |                                           |
| 1971 | Easy Loving Capitol ST-838                             | US37 Gold · (20 Wo.)US | Country1 (39 Wo.)Country |                                           |
| 1972 | My Hang-Up Is You Capitol ST-11014                     | US89 (11 Wo.)US | Country2 (25 Wo.)Country |                                           |
| 1972 | Bless Your Heart Capitol ST-11073                      | US93 (14 Wo.)US | Country3 (24 Wo.)Country |                                           |
| 1972 | The World of Freddie Hart Columbia G-31550             | — | Country37 (2 Wo.)Country |                                           |
| 1972 | Got The All Overs For You Capitol ST-11107             | — | Country1 (24 Wo.)Country |                                           |
| 1973 | Super Kind of Woman Capitol ST-11156                   | — | Country1 (22 Wo.)Country |                                           |
| 1973 | Trip To Heaven Capitol ST-11197                        | US188 (6 Wo.)US | Country5 (24 Wo.)Country |                                           |
| 1973 | If You Can’t Feel It (It Ain’t There) Capitol ST-11252 | — | Country8 (15 Wo.)Country |                                           |
| 1974 | Hang In There Girl Capitol ST-11296                    | — | Country6 (12 Wo.)Country |                                           |
| 1974 | Country Heart ’N Soul Capitol ST-11353                 | — | Country14 (14 Wo.)Country |                                           |
| 1975 | The First Time Capitol ST-11449                        | — | Country14 (15 Wo.)Country |                                           |
| 1976 | People Put To Music Capitol ST-11504                   | — | Country20 (10 Wo.)Country |                                           |
| 1976 | That Look In Her Eyes Capitol ST-11568                 | — | Country44 (5 Wo.)Country |                                           |
| 1977 | The Pleasure’s Been All Mine Capitol ST-11626          | — | Country44 (6 Wo.)Country |                                           |
| 1980 | A Sure Thing Sunbird ST-50100                          | — | Country52 (11 Wo.)Country |                                           |

Weitere Alben
- 1962: The Spirited – Columbia CL-1792
- 1966: The Best of Freddie Hart – Harmony HL-7412
- 1966: Straight from the Heart – Kapp KL-1492
- 1966: A Hurtin’ Man – Kapp KL-1513
- 1967: The Neon and the Rain – Kapp KL-1539
- 1970: New Sounds – Capitol ST-469
- 1975: The Best of Freddie Hart – MCA 4088
- 1975: Greatest Hits – Capitol ST-11374
- 1975: Freddie Hart presents the Heartbeats
- 1978: Only You – Capitol ST-11724
- 1979: My Lady
- 1988: I Will Never Die
- 2002: Sermon on the Mountain
- 2004: Juke Joint Boogie
- 2006: The Best of Freddie Hart

### Singles
| Jahr | Titel Album                                                  | Höchstplatzierung, Gesamtwochen, AuszeichnungChartplatzierungen (Jahr, Titel, Album, Platzierungen, Wochen, Auszeichnungen, Anmerkungen) | Höchstplatzierung, Gesamtwochen, AuszeichnungChartplatzierungen (Jahr, Titel, Album, Platzierungen, Wochen, Auszeichnungen, Anmerkungen) | Anmerkungen                                      |
| Jahr | Titel Album                                                  | US | Country | Anmerkungen                                      |
| ---- | ------------------------------------------------------------ | --- | --- | ------------------------------------------------ |
| 1959 | The Wall –                                                   | — | Country24 (4 Wo.)Country | B-Seite: Davy Jones                              |
| 1959 | Chain Gang –                                                 | — | Country17 (4 Wo.)Country | B-Seite von Rock Bottom                          |
| 1960 | The Key’s In The Mailbox –                                   | — | Country18 (11 Wo.)Country | B-Seite: Starvation Days                         |
| 1960 | Lying Again –                                                | — | Country27 (2 Wo.)Country | B-Seite: Do My Heart a Favor                     |
| 1961 | What a Laugh! The Spirited Freddie Hart                      | — | Country23 (2 Wo.)Country | B-Seite: Heart Attack                            |
| 1965 | Hank Williams’ Guitar The Hart of Country Music              | — | Country23 (12 Wo.)Country | B-Seite: I Created a Monster                     |
| 1966 | Why Should I Cry Over You The Hart of Country Music          | — | Country45 (4 Wo.)Country | B-Seite: Key’s on the Mailbox                    |
| 1967 | I’ll Hold You In My Heart –                                  | — | Country63 (5 Wo.)Country | B-Seite: Too Much of You                         |
| 1967 | Togetherness                                                 | — | Country24 (15 Wo.)Country | B-Seite: Portrait of a Lonely Man                |
| 1968 | Born a Fool                                                  | — | Country21 (25 Wo.)Country | B-Seite: Hands of a Man                          |
| 1968 | Don’t Cry Baby –                                             | — | Country70 (2 Wo.)Country | B-Seite: Here Lies a Heart                       |
| 1969 | The Whole World Holding Hands The New Sounds of Freddie Hart | — | Country27 (10 Wo.)Country | B-Seite: Without You                             |
| 1970 | One More Mountain To Climb The New Sounds of Freddie Hart    | — | Country48 (9 Wo.)Country | B-Seite: Just Another Girl                       |
| 1970 | Fingerprints The New Sounds of Freddie Hart                  | — | Country41 (11 Wo.)Country | B-Seite: I Can’t Keep My Hands off You           |
| 1970 | California Grapevine                                         | — | Country68 (4 Wo.)Country | B-Seite: What’s Wrong with Your Head, Fred       |
| 1971 | Easy Loving                                                  | US17 Gold · (17 Wo.)US | Country1 (24 Wo.)Country | B-Seite: Brother Bluebird                        |
| 1972 | My Hang-Up Is You                                            | — | Country1 (19 Wo.)Country | B-Seite: Big Bad Wolf                            |
| 1972 | Bless Your Heart –                                           | — | Country1 (14 Wo.)Country | B-Seite: Conscience Makes Corward (All of Us)    |
| 1972 | Got The All Overs For You (All Over Me) –                    | — | Country1 (17 Wo.)Country | B-Seite: Just Another Girl                       |
| 1973 | Super Kind of Woman –                                        | — | Country1 (14 Wo.)Country | B-Seite: Mother Nature Made a Believer out of Me |
| 1973 | Trip To Heaven –                                             | — | Country1 (16 Wo.)Country | B-Seite: Look-a-Here                             |
| 1973 | If You Can’t Feel It (It Ain’t There)                        | — | Country3 (16 Wo.)Country | B-Seite: Skid Row Street                         |
| 1974 | Hang In There Girl –                                         | — | Country2 (12 Wo.)Country | B-Seite: You Belong to Me                        |
| 1974 | The Want-To’s –                                              | — | Country3 (14 Wo.)Country | B-Seite: Phoenix City                            |
| 1974 | My Woman’s Man –                                             | — | Country3 (16 Wo.)Country | B-Seite: Let’s Clean Up the Country              |
| 1975 | I’d Like To Sleep Til I Get Over You –                       | — | Country5 (15 Wo.)Country | B-Seite: Nothing’s Better Than That              |
| 1975 | The First Time                                               | — | Country2 (16 Wo.)Country | B-Seite: Sexy                                    |
| 1975 | Warm Side of You The First Time                              | — | Country6 (15 Wo.)Country | B-Seite: Because I Love You                      |
| 1976 | You Are The Song (Inside Of Me) The First Time               | — | Country11 (11 Wo.)Country | B-Seite: I Can Almost See Houston from Here      |
| 1976 | She’ll Throw Stones At You –                                 | — | Country12 (14 Wo.)Country | B-Seite von Love Makes It Allright               |
| 1976 | That Look In Her Eyes                                        | — | Country11 (14 Wo.)Country | B-Seite: Try My Love for Size                    |
| 1976 | Why Lovers Turn To Strangers That Look In Her Eyes           | — | Country8 (14 Wo.)Country | B-Seite: Paper Sack Full of Memories             |
| 1977 | Thank God She’s Mine –                                       | — | Country11 (11 Wo.)Country | B-Seite: Falling All Over Me                     |
| 1977 | The Pleasures Been All Mine –                                | — | Country13 (12 Wo.)Country | B-Seite: It’s Heaven Loving You                  |
| 1977 | The Search –                                                 | — | Country43 (10 Wo.)Country | B-Seite: Honky Tonk                              |
| 1978 | So Good, So Rare, So Fine Only You                           | — | Country27 (11 Wo.)Country | B-Seite: There’s an Angel Living There           |
| 1978 | Only You                                                     | — | Country34 (10 Wo.)Country | B-Seite: I Love You, I Just Don’t Like You       |
| 1978 | Toe To Toe My Lady                                           | — | Country21 (12 Wo.)Country | B-Seite: And Then Some                           |
| 1979 | My Lady                                                      | — | Country40 (8 Wo.)Country | B-Seite: Guilty                                  |
| 1979 | Wasn’t It Easy Baby –                                        | — | Country28 (12 Wo.)Country | B-Seite: My Lady Loves                           |
| 1980 | Sure Thing A Sure Thing                                      | — | Country15 (12 Wo.)Country | B-Seite: Making Love to a Memory                 |
| 1980 | Roses are Red A Sure Thing                                   | — | Country33 (10 Wo.)Country | B-Seite: Battle of Sexes                         |
| 1981 | You’re Crazy Man –                                           | — | Country31 (10 Wo.)Country | B-Seite: Playboy’s Centerfold                    |
| 1981 | You Were There –                                             | — | Country38 (9 Wo.)Country | B-Seite: Weaker Sex                              |
| 1985 | I Don’t Want To Lose You –                                   | — | Country81 (4 Wo.)Country | B-Seite: My Favorite Entertainer                 |

Weitere Singles
- 1953: Butterfly Love / My Heart Is a Playground
- 1953: Secret Kisses / Whole Hog or None
- 1954: Loose Talk / Curtain Never Falls
- 1954: Caught At Last / It Just Doesn’t Seem Like Home
- 1954: Please Don’t Tell Her / I’m Going out on the Front Porch
- 1955: Miss Lonely Heart / Oh Heart Let Her Go
- 1955: No Thanks to You / Canada to Tennessee
- 1955: Hidding in the Darkness / That’s What You Gave to Me
- 1956: Dig Boy Dig / Two of a Kind
- 1956: Snatch It and Grab It / The Human Thing to Do
- 1956: Drink Up and Go Home / Blue
- 1957: On the Prowl / Extra (mit Brenda Lee)
- 1957: Fraulein / Baby Don’t Leave (Fraulein im Original von Bobby Helms)
- 1957: Say No More / Outside World
- 1957: Heaven Only Knows / You Are My World
- 1958: I Won’t Be Home Tonight / Love, Come to Me
- 1958: I’m No Angel / Midnight Date
- 1959: Farther Than My Eyes Can See / My Kind of Love
- 1962: Like You Are / Some Do, Some Don’t, Some Will
- 1962: Stand Up / Uggly Ducking
- 1963: I’ll Hit It with a Stick / Stranger Drive Away
- 1963: Angels Like You / Mary Ann
- 1963: For a Second Time / That Allmighty Dollar
- 1964: First You Go Through Me / Valentino
- 1964: Hurts Feel So Good / Love Can Make or Break a Heart
- 1965: You’ve Got It Coming to You / Moon Girl
- 1966: Together Again / Waiting for a Train (Waiting for a Train im Original von Jimmie Rodgers)
- 1966: Misty Blue / Elm Street Pawn Shop
- 1967: Neon and the Rain / My Anna Maria
- 1969: Why Leave Something I Can't Use? / Hang On to Her
- 1969: I Lost All My Tomorrows / That’s How Hogh a Man Can Do
- 1972: Funny Familiar Forgotten Things / Only You (And You Alone)
- 1973: Blue Christmas / I Believe in Santa Claus
- 1972: Loving You Again / Don’t Cry Baby
- 1987: Best Love I Never Had / I’m Not Going